# アンデルソン・パトリック・アグウイアル・オリベイラ
アンデルソン・パトリック・アギアル・オリヴェイラ（Anderson Patric Aguiar Oliveira、1987年10月26日 - ）は、ブラジル・アマパー州マカパ出身のプロサッカー選手。Jリーグ・ツエーゲン金沢所属。ポジションはフォワード（センターフォワード）。

## 来歴

### ブラジル
パイサンドゥSCでプロデビューし、複数の国内クラブでプレー。
2010年ミストでセリエD8試合に出場し7ゴールを記録した。
2012年ヴィラ・ノヴァでゴイアス州選手権20試合に出場し14ゴールを記録した。また同年アトレチコ・ゴイアニエンセでセリエA27試合に出場し4ゴールを記録した。

### 川崎フロンターレ
2013年より、アトレチコ・ゴイアニエンセから日本の川崎フロンターレへ期限付き移籍。3月16日の第3節サガン鳥栖戦でJリーグ初得点を記録した。

### ヴァンフォーレ甲府
7月18日、川崎を退団し、ヴァンフォーレ甲府へ期限付き移籍。
甲府移籍後は出場停止を除く移籍後全試合に先発出場し、5得点を挙げた。シーズン終了後、移籍期間満了により退団。

### ガンバ大阪
2014年はフォルタレーザECでプレーした後、サルゲイロACに所属、7月1日よりガンバ大阪へ期限付き移籍。シーズン途中加入でありながら、強靭なフィジカルと裏へ抜け出すスピードを武器に2トップを組んだ宇佐美貴史とのコンビでG大阪の攻撃陣を牽引し、第26節鳥栖戦ではハットトリックを達成するなど宇佐美に次ぐ9得点を挙げ同年のJリーグベストイレブンを受賞。同年のナビスコカップ決勝・広島戦では、0-2の劣勢から同点に追いつく2得点を挙げガンバの7年ぶりのナビスコカップ優勝に貢献し、最優秀選手賞を受賞した。天皇杯でも3試合に出場し、決勝戦のゴールを含む3得点を挙げるなど、ガンバのリーグ優勝さらには国内三冠に貢献した。
2015年のゼロックススーパーカップでは後半から出場し、1ゴール1アシストの活躍でG大阪の8年ぶりとなるスーパーカップ制覇に貢献した。同年夏にG大阪との契約を2016年末まで延長。リーグ戦では自身初の2桁得点を記録し、自身初の出場となったACLではチーム最多タイの4得点を決めた。CS準決勝浦和戦では延長後半にダメ押しゴールを決めた。天皇杯決勝浦和戦では先制点を挙げ、同点で迎えた後半にはコーナーキックから勝ち越しゴールを決める活躍を見せG大阪の天皇杯連覇の立役者となった。
2016年10月13日の練習中に右前十字じん帯損傷及び右外側半月板損傷で全治8カ月の大ケガを負った。2017年1月10日、G大阪との契約を2017年6月30日まで延長。クラブ幹部は「負傷したまま相手クラブには返せない」と語り、契約を半年延長することにより功労者への誠意を見せた。選手登録はせず完治後の再契約に関しては本人とチーム状況により判断する見込み。2017年3月31日に再契約したが、同年6月1日に同月30日を以て契約満了で退団することが発表された。その後、6月27日にサンフレッチェ広島に加入する事が発表された。

### サンフレッチェ広島
2017年8月5日、第20節のジュビロ磐田戦で移籍後初得点を決めるなど、チームの全3得点に絡む活躍で勝利に貢献した。2017年12月31日、期限付き移籍期間を2019年1月1日まで延長することが発表された。
2018年4月21日、第9節のサガン鳥栖戦では3試合連続ゴールを決めて5連勝に貢献した。5月12日、ベガルタ仙台戦ではシーズン二桁得点となる10得点目を挙げている。7月18日、第16節のガンバ大阪戦では古巣相手に得点を決めた。得点ランキング首位に立っていたが、名古屋のジョーが8月だけで10ゴールを決めるなど驚異的に得点を重ね、最終的にはジョーに2点及ばず得点王を逃した。
2019年より広島に完全移籍 したが、この年はコンディション不良にチーム戦術の変化が重なり、ドウグラス・ヴィエイラに1トップのスタメンを奪われる試合が多かった。結局この年の広島でのJ1出場は、13試合で僅か3得点に終わった。

### ガンバ大阪復帰
2019年シーズン、古巣のガンバ大阪と浦和レッズがパトリックに向けてオファーを行った。ガンバ大阪はエースFWのファン・ウィジョの欧州挑戦を始め複数の主力選手を夏のマーケットで流出させており、かつて黄金期にパトリックとのコンビで活躍した宇佐美を出戻りさせるなど補強に動いていた。パトリック自身の試合出場の機会を得たいという意向やG大阪が広島の設定する違約金を上回る金額 を提示した事を受け、翌2020年シーズンからの完全移籍の前提で2019年シーズン一杯までの期限付き移籍が決まった。9月8日、ルヴァンカップ準々決勝2ndレグのFC東京戦で貴重なアウェイゴールを決め、チームの準決勝進出に大きく貢献した。
2020年より、ガンバ大阪に完全移籍。8月5日、ルヴァンカップ予選リーグの大分トリニータ戦でシーズン初ゴールを決めると、フィジカルの強さがチームの戦術そのものとなり、後半からパトリックにロングボールを送り続ける攻撃の中心を担い、リーグ戦ではチームトップの9得点を上げて、チームのリーグ戦2位浮上の立役者となった。
2021年5月2日、第12節のセレッソ大阪戦でPKを決めて大阪ダービー初得点を記録した。継続性のない方針で低迷するチームの中で、11月6日、第35節の大分トリニータ戦でJリーグ2度目のハットトリックを記録し、チームのJ1残留決定に貢献した。
2022年、J2降格圏に低迷するチームの中で奮闘し、チームはプレーオフを勝ち点1差で回避し15位で終える事に成功。またしてもチームのJ1残留に貢献した。リーグ戦5得点はチーム内トップだった。
同年11月8日に契約満了となった。

### 京都サンガF.C.
2023年、京都サンガF.C.へ完全移籍加入。チームの主力として活躍し、リーグ戦34試合中32試合に出場して10得点の成績を収めるも、一年で契約満了となり退団。

### 名古屋グランパス
2024年1月9日、名古屋グランパスへ完全移籍加入することが発表された。同年もチームの主力に定着し、8月7日に行われた第25節の古巣京都サンガF.C.戦で2得点を決め、J1通算100得点を達成。11月27日契約満了により名古屋グランパスを退団することが発表された。

### ツエーゲン金沢
2024年12月23日、ツエーゲン金沢へ完全移籍加入することが発表された。

## 人物
2015年11月、日本の自動車運転免許を取得し、自家用車も購入した。
日本語の習得に熱心に取り組んでおり、度々自身のXでフォロワーに正誤を尋ねることも多い。
将来的に日本国籍を取得し、日本代表を目指したい考えを持っている。
2015年のCS準決勝浦和戦終了後、自身のXアカウントに人種差別的なリプライが投稿されており、この件について「すごく悲しい気持ちになった」としながらも「どの国にもいい人、悪い人は存在する。今回はガンバサポーターだけでなく他クラブのサポーターからもたくさん励ましのメッセージをもらった。心が強くなりました」と述べた。のちに投稿を行った少年の謝罪 を受け「彼には上を向いてもらいたい。大人になってもこういう問題が起こらないようにしてほしい」と語った。

## 個人成績
| 国内大会個人成績 | 国内大会個人成績   | 国内大会個人成績 | 国内大会個人成績 | 国内大会個人成績                                   | 国内大会個人成績 | 国内大会個人成績 | 国内大会個人成績 | 国内大会個人成績 | 国内大会個人成績 | 国内大会個人成績 | 国内大会個人成績 |
| 年度             | クラブ             | 背番号           | リーグ           | リーグ戦                                           | リーグ戦         | リーグ杯         | リーグ杯         | オープン杯       | オープン杯       | 期間通算         | 期間通算         |
| 年度             | クラブ             | 背番号           | リーグ           | 出場                                               | 得点             | 出場             | 得点             | 出場             | 得点             | 出場             | 得点             |
| ブラジル         | ブラジル           | ブラジル         | ブラジル         | リーグ戦                                           | リーグ戦         | ブラジル杯       | ブラジル杯       | オープン杯       | オープン杯       | 期間通算         | 期間通算         |
| ---------------- | ------------------ | ---------------- | ---------------- | -------------------------------------------------- | ---------------- | ---------------- | ---------------- | ---------------- | ---------------- | ---------------- | ---------------- |
| 2008             | パイサンドゥ       |                  | セリエC          |                                                    |                  | -                | -                | -                | -                |                  |                  |
| 2008             | ヴィラ・リカ       |                  |                  |                                                    |                  | -                | -                | -                | -                |                  |                  |
| 2008             | サンタクルス       |                  | セリエC          |                                                    |                  |                  |                  | -                | -                |                  |                  |
| 2009             | サルゲイロ         |                  | セリエC          |                                                    |                  | -                | -                | -                | -                |                  |                  |
| 2009             | イカザ             |                  | セリエC          |                                                    |                  |                  |                  | -                | -                |                  |                  |
| 2009             | デモクラタ         |                  |                  |                                                    |                  | -                | -                | -                | -                |                  |                  |
| 2009             | ヴェラ・クルス-PE  |                  |                  |                                                    |                  | -                | -                | -                | -                |                  |                  |
| 2009             | サン・ジョゼ-AP    |                  |                  |                                                    |                  | -                | -                | -                | -                |                  |                  |
| 2010             | アメリカーノ       |                  |                  |                                                    |                  | -                | -                | -                | -                |                  |                  |
| 2010             | ミスト             |                  | セリエD          | 8                                                  | 7                | -                | -                | -                | -                | 8                | 7                |
| 2011             | ヴァスコ・ダ・ガマ | 22               | セリエA          | 0                                                  | 0                | 0                | 0                | -                | -                | 0                | 0                |
| 2012             | ヴィラ・ノヴァ     |                  | セリエC          | 0                                                  | 0                | -                | -                | -                | -                | 0                | 0                |
| 2012             | アトレチコ-GO      | 11               | セリエA          | 27                                                 | 4                | 0                | 0                | -                | -                | 27               | 4                |
| 日本             | 日本               | 日本             | 日本             | リーグ戦                                           | リーグ戦         | リーグ杯         | リーグ杯         | 天皇杯           | 天皇杯           | 期間通算         | 期間通算         |
| 2013             | 川崎               | 18               | J1               | 8                                                  | 2                | 5                | 1                | -                | -                | 13               | 3                |
| 2013             | 甲府               | 11               | J1               | 16                                                 | 5                | -                | -                | 4                | 1                | 20               | 6                |
| ブラジル         | ブラジル           | ブラジル         | ブラジル         | リーグ戦                                           | リーグ戦         | ブラジル杯       | ブラジル杯       | オープン杯       | オープン杯       | 期間通算         | 期間通算         |
| 2014             | フォルタレーザ     |                  | セリエC          | 3                                                  | 0                | -                | -                | -                | -                | 3                | 0                |
| 日本             | 日本               | 日本             | 日本             | リーグ戦                                           | リーグ戦         | リーグ杯         | リーグ杯         | 天皇杯           | 天皇杯           | 期間通算         | 期間通算         |
| 2014             | G大阪              | 29               | J1               | 19                                                 | 9                | 5                | 3                | 3                | 3                | 27               | 15               |
| 2015             | G大阪              | 29               | J1               | 32                                                 | 12               | 3                | 0                | 4                | 2                | 39               | 14               |
| 2016             | G大阪              | 29               | J1               | 20                                                 | 2                | 2                | 0                | 0                | 0                | 22               | 2                |
| 2017             | G大阪              | 55               | J1               | 1                                                  | 0                | -                | -                | 0                | 0                | 1                | 0                |
| 2017             | 広島               | 39               | J1               | 15                                                 | 4                | 0                | 0                | 0                | 0                | 15               | 4                |
| 2018             | 広島               | 39               | J1               | 33                                                 | 20               | 1                | 0                | 3                | 4                | 37               | 24               |
| 2019             | 広島               | 10               | J1               | 13                                                 | 3                | -                | -                | 1                | 2                | 14               | 5                |
| 2019             | G大阪              | 18               | J1               | 12                                                 | 2                | 4                | 1                | -                | -                | 16               | 3                |
| 2020             | G大阪              | 18               | J1               | 33                                                 | 9                | 1                | 1                | 2                | 1                | 36               | 11               |
| 2021             | G大阪              | 18               | J1               | 33                                                 | 13               | 2                | 0                | 3                | 3                | 38               | 16               |
| 2022             | G大阪              | 18               | J1               | 28                                                 | 5                | 3                | 2                | 3                | 3                | 34               | 10               |
| 2023             | 京都               | 9                | J1               | 32                                                 | 10               | 2                | 0                | 1                | 1                | 35               | 11               |
| 2024             | 名古屋             | 10               | J1               | 32                                                 | 5                | 3                | 3                | 1                | 0                | 36               | 8                |
| 2025             | 金沢               | 10               | J3               |                                                    |                  |                  |                  |                  |                  |                  |                  |
| 通算             | ブラジル           | ブラジル         | セリエA          | 27                                                 | 4                | 0                | 0                | -                | -                | 27               | 4                |
| 通算             | ブラジル           | ブラジル         | セリエC          | \|\|\|\|\|\|\|\|colspan="2"\|-\|\|\|\|\|           |                  |                  |                  |                  |                  |                  |                  |
| 通算             | ブラジル           | ブラジル         | セリエD          | 8                                                  | 7                | -                | -                | -                | -                | 8                | 7                |
| 通算             | ブラジル           | ブラジル         | 他               | \|\|\|\|colspan="2"\|-\|\|colspan="2"\|-\|\|\|\|\| |                  |                  |                  |                  |                  |                  |                  |
| 通算             | 日本               | 日本             | J1               | 327                                                | 101              | 31               | 11               | 25               | 20               | 383              | 132              |
| 通算             | 日本               | 日本             | J3               | \|\|\|\|\|\|\|\|\|\|\|\|\|\|                       |                  |                  |                  |                  |                  |                  |                  |
| 総通算           | 総通算             | 総通算           | 総通算           | \|\|\|\|\|\|\|\|\|\|\|\|\|\|\|                     |                  |                  |                  |                  |                  |                  |                  |

その他の公式戦
| 2016   | G大23  | 29     | J3     | 2 | 1 | 2 | 1 |
| 2017   | G大23  | 55     | J3     | 1 | 0 | 1 | 0 |
| 通算   | 日本   | 日本   | J3     | 3 | 1 | 3 | 1 |
| 総通算 | 総通算 | 総通算 | 総通算 | 3 | 1 | 3 | 1 |

- 2015年
  - FUJI XEROX SUPER CUP 1試合1得点
  - Jリーグチャンピオンシップ 3試合1得点
- 2016年
  - FUJI XEROX SUPER CUP 1試合0得点
- 2021年
  - FUJI XEROX SUPER CUP 1試合1得点

| 国際大会個人成績 | 国際大会個人成績   | 国際大会個人成績 | 国際大会個人成績 | 国際大会個人成績 |
| 年度             | クラブ             | 背番号           | 出場             | 得点             |
| CONMEBOL         | CONMEBOL           | CONMEBOL         | スダメリカーナ杯 | スダメリカーナ杯 |
| ---------------- | ------------------ | ---------------- | ---------------- | ---------------- |
| 2011             | ヴァスコ・ダ・ガマ | 22               | 1                | 0                |
| 2012             | アトレチコ-GO      | 11               | 3                | 0                |
| AFC              | AFC                | AFC              | ACL              | ACL              |
| 2015             | G大阪              | 29               | 11               | 4                |
| 2016             | G大阪              | 29               | 5                | 1                |
| 2019             | 広島               | 10               | 5                | 2                |
| 2021             | G大阪              | 18               | 6                | 6                |
| 通算             | CONMEBOL           | CONMEBOL         | 4                | 0                |
| 通算             | AFC                | AFC              | 27               | 11               |

その他の国際公式戦
- 2015年
  - スルガ銀行チャンピオンシップ 1試合0得点
- 2019年
  - AFCチャンピオンズリーグ・プレーオフ 1試合0得点

出場歴
- Jリーグ初出場 - 2013年3月3日 J1第1節 vs柏レイソル（日立柏サッカー場）
- Jリーグ初得点 - 2013年3月16日 J1第3節 vsサガン鳥栖（ベストアメニティスタジアム）
- J1通算100得点 - 2024年8月7日 J1第25節 vs京都サンガF.C.（サンガスタジアム by KYOCERA）

## タイトル

### クラブ
サンタクルスFC
- コパ・ペルナンブーコ：1回（2008年）

CRヴァスコ・ダ・ガマ
- コパ・ド・ブラジル：1回（2011年）

ガンバ大阪
- Jリーグ ディビジョン1：1回（2014年）
- Jリーグカップ：1回（2014年）
- 天皇杯：2回（2014年、 2015年）
- FUJI XEROX SUPER CUP：1回（2015年）

名古屋グランパス
- Jリーグカップ：1回（2024年）

ツエーゲン金沢
- 石川県サッカー選手権大会：1回（2025年）

### 個人
- Jリーグカップ 最優秀選手賞：1回（2014年）
- Jリーグベストイレブン：1回 （2014年）
- Jリーグ・優秀選手賞：3回（2014年、2015年、2018年）
- Jリーグ月間MVP：1回（2018年5月）